# Quintin Communauté
Die Quintin Communauté ist ein ehemaliger französischer Gemeindeverband mit der Rechtsform einer Communauté de communes im Département Côtes-d’Armor in der Region Bretagne. Der Gemeindeverband wurde am 24. Dezember 1992 gegründet und bestand aus zehn Gemeinden. Der Verwaltungssitz befand sich im Ort Quintin.

## Historische Entwicklung
Mit Wirkung vom 1. Januar 2017 fusionierte der Gemeindeverband mit
- Saint-Brieuc Agglomération Baie d’Armor,
- Communauté de communes Sud-Goëlo sowie
- Communauté de communes Centre Armor Puissance 4,

und bildete so die Nachfolgeorganisation Saint-Brieuc Armor Agglomération.

## Ehemalige Mitgliedsgemeinden
1. Le Fœil
2. La Harmoye
3. Lanfains
4. Le Leslay
5. Plaine-Haute
6. Quintin
7. Saint-Bihy
8. Saint-Brandan
9. Saint-Gildas
10. Le Vieux-Bourg